# Vadmel
Vadmel (oldnordisk: vaðmál) er et groft, tykt, normalt ufarvet uld-tekstil, der blev vævet i Island, Norge, Sverige, Danmark, Grønland, og på Orkneyøerne, Færøerne og Shetlandsøerne fra middelalderen op til 1700-tallet. Vadmel blev vævet på en opstadsvæv, og normalt i en 2/2 kiper-vævning. I fjerne egne var vadmel den primære type tekstil til arbejdstøj op i 1700-tallet.
Stoffet blev vævet for derefter at blive filtet ved at træde rundt på det i baljer med vand og sæbespåner, hvilket gjorde det tæt og næsten vand- og vindtæt.
Vadmel var en handelsvare i hele Skandinavien. Det var et accepteret betalingsmiddel i Sverige, Island, Shetland og Irland, og kursen blev defineret i forskellige grader af vadmel (målt i alen) i sølv eller køer. Ifølge Bruce Gelsinger kendes ordet watmal i Tyskland og den sydlige del af Østersøregionen som et groft klæde, normalt af dårlig kvalitet.